# MOL Comfort
O MOL Comfort foi um navio porta-contêineres do tipo Panamax fretado pela Mitsui O.S.K. Lines (MOL). A embarcação foi construída em 2008 pelo estaleiro Mitsubishi Heavy Industries e navegava com a bandeira das Bahamas. Quando de seu lançamento em 2008 recebeu o nome de APL Rússia e navegou com esse nome até 2012, quando o navio foi renomeado como MOL Comfort. O navio naufragou em 2013, a seção de ré afundou em 27 de junho e a de proa, após ter sido destruída por um incêndio, em 11 de julho.

## Naufrágio
A embarcação partiu de Singapura com destino ao porto de Jeddah, na Arábia Saudita. Em 17 de junho de 2013, o navio partiu em dois devido a uma rachadura no meio da embarcação em consequência de mau tempo. O acidente aconteceu a cerca de 200 milhas náuticas (370 km) da costa do Iêmen. A tripulação de 26 homens (11 russos, 1 ucraniano e 14 filipinos) abandonou o navio e foram resgatados pelo navio porta-contêineres de bandeira alemã Yantian Express, um dos três navios desviados para o local do incidente pela Indian Coast Guard de Mumbai.

MOL Comfort com o casco rompido

Popa da embarcação separada da proa

Combate do incêndio na proa do navio

O navio tinha sete porões de carga em frente à casa de máquinas e dois porões de carga à ré da casa de máquinas.  Na altura do acidente, a embarcação transportava uma carga de 4 382 contêineres equivalentes a 7 041 TEU e navegava a cerca de 17 nós. A altura significativa das ondas na época foi estimada em 5,5 m com um vento de sudoeste de força 7 de Beaufort. A fratura se originou no fundo das placas do casco do compartimento de carga No.6, a entrada de água foi detectada pela primeira vez pelo alarme de entrada de água na quilha do duto localizado próximo à linha central do fundo duplo do navio. A rachadura então progrediu até o revestimento lateral do navio com a área do convés superior sendo a última parte a se quebrar.
Após a falha estrutural, ambas as seções permaneceram flutuando com a maioria da carga intacta e começaram a flutuar na direção leste-nordeste. A Smit Salvage Singapore foi contratada para rebocar as seções para um local seguro. Em 24 de junho, quatro rebocadores oceânicos chegaram ao local e começaram a rebocar a seção da proa. No entanto, antes que qualquer operação de salvamento da seção de popa pudesse começar, os porões foram inundados. A popa afundou a 14 ° 26′N 66 ° 26′E a uma profundidade de 4 000 metros. Alguns dos cerca de 1 700 contêineres que estavam a bordo permaneceram flutuando perto do local do naufrágio. Nenhum grande vazamento de óleo foi relatado apesar da seção da popa carregar cerca de 1 500 toneladas de combustível.
Em 2 de julho, o reboque da seção de proa se soltou devido ao mau tempo, o cabo de reboque foi recolocado no dia seguinte. Em 6 de julho, ocorreu um incêndio na parte traseira da seção da proa. Incapaz de controlar o incêndio devido ao mau tempo, os navios de salvamento pediram a ajuda de um barco de patrulha da Guarda Costeira indiana equipado com equipamento externo de combate a incêndio. Em 10 de julho, a maioria dos 2 400 contêineres a bordo foram destruídos pelo fogo. A seção de proa danificada afundou na noite seguinte a 19 ° 56′N 65 ° 25′E a uma profundidade de 3 000 metros com o que restou da carga e 1 600 toneladas métricas de óleo combustível nos tanques. Nenhum derramamento além de uma fina película de óleo na superfície foi relatado, mas alguns recipientes foram vistos flutuando ao redor do local do naufrágio. A causa do acidente não foi devidamente caracterizada e permanece desconhecida. A Bahamas Maritime Authority recomendou que os demais navios da Classe MOL C tivessem as suas estruturas inferiores reforçadas.